# Elvir Baljić
Pour les articles homonymes, voir Baljić.
Ne pas confondre avec le footballeur bosnien Elvir Bolić, qui lui aussi a joué à Galatasaray, au Fenerbahçe, au Rayo Vallecano et à İstanbulspor.
Elvir Baljić est un footballeur international bosnien né le 8 juillet 1974 à Sarajevo.
Évoluant au poste d'attaquant, il a joué dans les championnats turc et espagnol. Il compte également 38 sélections dans l'équipe de Bosnie-Herzégovine, avec laquelle il a marqué 14 buts.

## Palmarès
- Champion de Turquie en 2001 (Fenerbahçe)